# Жіночі обличчя революції
Жіночі обличчя революції — документальний телефільм режисерки Наталії П'ятигіної, який розповідає про долі українських жінок на тлі події новітньої історії України — «Революції гідності». Прем'єра стрічки відбулася 15 травня 2014 року, о 22:20 на телеканалі «1+1».

## Про фільм
У документальній стрічці «Жіночі обличчя революції» розповідається про українських жінок на тлі найбільш драматичних подій новітньої історії України. В цьому фільмі йдеться про долю п'ятьох жінок: Ірини Гурик (матері Героя «Небесної сотні» Романа Гурика), Шури Рязанцевої (активістки «Автомайдану»), Євгенії Янченко (волонтера-медика, дружини сотника 42-ї сотні «Львівська Брама» Андрія Янченка), Діани Гербе (студентки, активістки «Євромайдану», дівчини Героя «Небесної сотні» Сергія Нігояна), Ольги Патлатенко (матері солдата внутрішніх військ)…
Мати, яка виховувала свідомого сина, а виховала героя. Героя небесної сотні. Дружина, яка стояла на лінії вогню пліч-о-пліч зі своїм чоловіком. Дівчина, яка закохалася в простого хлопця, а втратила героя. Жінка, яка перетворилася на воїна. Мати, яка опинилася зі своїм сином по різні боки барикад.
Вони не знайомі між собою, проте всіх їх об'єднує любов. Все, що вони роблять, вона робить з любові. До сина, чоловіка, Батьківщині. І на барикади виходить теж з любові. Жінки, які вийшли на барикади, вже ніколи не повернуться до колишнього життя. У кожної героїні є своя власна барикада, яку вона не може залишити і понині… Майдан змінив їхні життя назавжди.